# ドラゴンボールZ 超戦士撃破!!勝つのはオレだ
『ドラゴンボールZ 超戦士撃破!!勝つのはオレだ』（ドラゴンボールゼット スーパーせんしげきは かつのはオレだ）は、1994年7月9日に公開された「ドラゴンボール」シリーズの劇場公開作第14弾である。監督は上田芳裕。
キャッチコピーは「バイオテクノロジーで甦った謎の最強戦士!悟天、トランクス!フルパワーで立ち向え!!」。
夏休みの東映アニメフェアの1作品として上映された。同時上映作は『Dr.スランプ アラレちゃん んちゃ!!わくわくハートの夏休み』、『スラムダンク 全国制覇だ! 桜木花道』。

## 解説
前作『ドラゴンボールZ 危険なふたり!超戦士はねむれない』に続く物語で、敵は伝説の超サイヤ人ブロリーのクローンである「バイオブロリー」。ブロリー本人は登場しないが、彼を作品の題材にした劇場版としては第3作目となる。
本作で主に活躍するのは、主人公格の孫悟天とトランクス、また人造人間18号の3人で、本作のポスターでもこの3人が大きく描かれている。さらには、クリリンが久しぶりに戦闘メンバーとして活躍。ブロリーが登場した劇場版の第1作目は孫悟空が、第2作目は孫悟飯が主人公として戦闘を繰り広げたが、第3作目である今作は孫悟天とトランクスの2人が主人公としてブロリーと戦う。悟天たちの活躍を奪ってしまう恐れのある孫悟飯は登場せず、孫悟空もエピローグのみの登場となった。
『DRAGON BALL大全集6』には「劇中で18号がミスター・サタンに、優勝賞金を渡せと迫る点から天下一武道会終了後だろう。だがこの時期、超戦士達は魔人ブウ戦で大忙しのハズ。劇場版ならではの物語」と書かれている。
本作のエンディングには、原作にもアニメ本編にもなかった悟天とトランクスの生まれた頃のシーンが描かれている。メイクイーン城のバトルステージにサタンが駆け込むシーンには、アニメ『タイガーマスク』オープニングテーマ「行け!タイガーマスク」のイントロがBGMとして約7秒使用された。

## あらすじ
天下一武道会の賞金の取立てを行いにミスター・サタン宅には18号たちが訪れていた。散々取立てを行ってもまだ賞金が届いていないと言い張るサタンの下にジャガー・バッタ男爵の使い・メンメンが現れる。サタンのために用意したバイオ戦士と戦えという要求に対していやいやジャガーの下へ向かうサタン。しかし、18号や同じ場にいた悟天、トランクスも付いて行ってしまう。
サタンの弟子として何故か戦うことになった18号たちだが、ジャガーの準備したバイオ戦士たちは彼女らの敵ではなく戦士たちを一蹴してしまう。その後、見慣れない施設群に興味津々の悟天たちだったが、そこでサイヤ人と思われる一体のバイオ戦士のカプセルを発見、中にいた戦士がこちらを向いた瞬間に悟天たちは驚愕した。それは前回の戦いで死亡したブロリーのクローン、バイオブロリーだった。
培養カプセルから出てしまう前にバイオブロリーをカプセルごと破壊しようと試みるも、バイオブロリーは自らカプセルを破り外に出てきてしまう。もはやかつての面影のない不気味な様相となっていたバイオブロリーに、18号が戦いを挑むもバイオブロリーの強さに太刀打ちできずにやられてしまう。
2度も同じ相手にやられてたまるかと、悟天とトランクスは超サイヤ人に変身し、バイオブロリーとの戦いに挑む。

## 登場人物

### レギュラーキャラクター
- 孫悟空、孫悟天 - 野沢雅子
- トランクス - 草尾毅
- ミスター・サタン - 郷里大輔
- クリリン - 田中真弓
- 18号 - 伊藤美紀
- バブルス - 龍田直樹[4]
- クリリンの娘 - 鈴木富子

### ゲストキャラクター
ジャガー・バッタ
声 - 龍田直樹
メイクイーン城の男爵で大富豪の息子。ミスター・サタンの幼馴染で彼とは昔から仲が悪い。かつては格闘家を目指していたが小学校6年生のときに同じく武道家を目指していたサタンに敗れ、夢を断念して父の後を継いだ。口調は東北弁訛りで「金は風呂水（湯水）のように使っても構わん」「ヘアスプレー（フェアプレー）の精神」「村祭り（血祭り）に上げろ」など、慣用句を度々間違えて使用するために劇中メンメンや18号に突っ込まれていた。文字通り丸々と太っており、サタン曰く「昔の面影がない」「脂身たっぷりの体」と評された。
サタンを逆恨みし、彼への仕返しのために科学者たちを雇い、所有する島のメイクイーン城内にある研究施設でブロリーを初めとしたバイオ戦士を製造させた。サタンに挑戦状を送りつけ、城に用意させていたバトルステージでバイオ戦士たちをけしかける。
あくまでサタンに勝つことが目的であったため、彼の弟子ということにされていた18号がブロリーに圧倒される姿を見て最初は喜んでいたが後から参戦した悟天やトランクスが次第に命の危険に晒されるほどの追い討ちが始まると流石に動揺を見せブロリーを止めようとするなど根は悪人ではないようである。本人曰くバイオ戦士たちはすべて彼の命令を聞くように作られているらしいが桁違いのパワーを持つブロリーは制御できなかった。結果的にサタンに仕返しすることはできたが自分たちが作り出したバイオブロリーのせいで培養液が大量に流れ出す切っ掛けを作ってしまったことに深く後悔し、反省する様になる。最終的には培養液で逃げられなくなっていた所をメンメンと共にトランクスに救出された。
名前は、アニメ・コミックスや『DRAGONBALL大全集6』などの関連書籍やゲーム作品にて「ジャガー・バッダ」と表記あるいは呼称されている。
『ドラゴンボールZ 真武闘伝』では、ミスター・サタンが主人公の「Mr.サタンモード」で、サタンの従兄弟という設定で金に困っているサタンに賭け試合を持ちかける役割で登場。
名前の由来はじゃがバターから。
メンメン
声 - 藤原啓治
ジャガーの腹心で彼の従兄弟。関西弁で話す伊達男であり、ダークブロンドの髪をオールバックにして束ね、水色のスーツ、中折れ帽子と角縁メガネでクールに決めている。しかし、サタンの家に着くなり、ズボンが脱げ、転んでプールに落ちるなど、かなりドジである。
小学校6年生の合宿のときにおねしょしたというサタンの秘密を暴露すると脅迫し、サタンをメイクイーン城に連れて来る。最終的には培養液で逃げられなくなっていた所をジャガーと共にトランクスに救出された。その後、ブロリーを誕生させ、大量の培養液をあふれさせた原因を作ったジャガーに「反省せえよ」と責めるも「おっちゃんもやろ」とトランクスに関西弁で注意された。
言葉を間違えるジャガーのことは内心「金が足りても頭が足りない奴」と思っており、ジャガーとともにトランクスに救われた際にはジャガーに対して「このヘアスプレー（フェアプレー）の精神、見習わにゃいかんで」と彼の言い間違いをそのまま言っている。
ヘイ
バイオテクノロジーにより造られたジャガーのペット。顔は怖いが性格は優しく、悟天に頭を撫でられた時は懐いていた。
バイオブロリーに飛びかかろうと接近したが、直後に培養液に飲み込まれてしまう。
コリー博士
声 - 佐藤正治
ジャガーが雇った遺伝子工学が専門の科学者。多くのバイオ戦士たちを製造した。
バイオブロリー事件においては18号に助けられて生存し、ブロリーを吸収した培養液の恐ろしさを語っていた。
ナイン
コリー博士の助手の女性研究員。優しい性格でトランクスがバイオテクノロジー=遺伝子工学に詳しいことを知った際には感心していた。
バイオブロリー事件においてはクリリンに助けられて生存。この時、18号は嫉妬しており、「早く行け」とクリリンもろとも押されていた。
祈祷師
声 - 茶風林
前作に続いて登場。ナタデ村での悟天たちの活躍によって面目を潰され、村からの信用を失った後、宇宙ポッドからブロリーの血液を採取。それをジャガーに売り渡した。
他の者を見捨てて、別室にて大金を手にして高飛びしようとしたが、大金の札束を掻き集めている間に背後に迫っている培養液に飲み込まれる。
バイオ戦士
コリー博士により戦うことだけを目的に造り出された、人間男性の遺伝子をベースに戦闘用に培養されたバイオ生物。独特な肌の色をしていて、血管が浮き出るほど肥大化した筋肉が特徴。言葉は話さないが最低限の知能はあるようでジャガーに敬礼したり、ジャガーの無様な姿に呆然としたりしていた。悟天、トランクス、18号には歯が立たなかった。その後、バイオブロリーの暴走であふれ出した培養液に取り込まれ全滅する。
科学者
声 - 江川央生、麻生智久、幸野善之
ジャガーに雇われたバイオテクノロジーの研究者たち。バイオブロリーの暴走により城内から脱出を図るも、培養液に取り込まれた。生き延びた者たちは戦闘終了後に悟天たちに救出された。
バイオブロリー
声 - 島田敏
前作で死んだブロリーの血液中の遺伝子を培養して誕生したバイオテクノロジーによるクローン。本物のブロリー同様に高い戦闘力を持ち、当初は悟天とトランクスの2人がかりで互角と思われたが、後に2人や18号たちを圧倒する強さを見せた。トランクスの閃きで培養液に飲み込まれ、肉体が解けるも巨大な姿で二度も復活するが、弱点の海から出てきたため固まってしまい、悟天たちにとどめを刺された。

## スタッフ
- 製作総指揮 - 高岩淡、安齊富夫、泊懋
- 原作 - 鳥山明
- 企画 - 森下孝三、蛭田成一、清水賢治、金田耕司、週刊少年ジャンプ
- 製作担当 - 風間厚徳
- 脚本 - 小山高生
- 音楽 - 菊池俊輔
- 撮影監督 - 清水政夫
- 編集 - 福光伸一
- 録音 - 二宮健治
- 美術設定 - 窪田忠雄
- 美術監督 - 徳重賢
- 作画監督 - 山室直儀
- 監修 - 山内重保
- 監督 - 上田芳裕
- 原画 - 館直樹、稲上晃、入好さとる、山室直儀、他
- 宣伝協力 - フジテレビ

## 主題歌
オープニングテーマ - 「WE GOTTA POWER」
作詞 - 森雪之丞 / 作曲・編曲 - 石川恵樹 / 歌 - 影山ヒロノブ
エンディングテーマ - 「ドラゴンパワー∞」
作詞 - 森雪之丞 / 作曲 - 林哲司 / 編曲 - 戸塚修 / 歌 - 影山ヒロノブ

## 映像ソフト
いずれも東映ビデオより発売。
- VHS・LD
1995年2月10日に発売。
- DVD
  - DRAGON BALL 劇場版 DVDBOX DRAGON BOX THE MOVIES
2006年4月14日発売。
  - DRAGON BALL THE MOVIES #11 ドラゴンボールZ 超戦士撃破!!勝つのはオレだ
2009年1月9日発売。
- Blu-ray
  - DRAGON BALL THE MOVIES Blu‐ray ♯06

2018年12月5日発売。

## 関連書籍
- アニメキッズコミックス ドラゴンボールZ〈映画編〉 超戦士撃破!!勝つのはオレだ - 集英社（集英社コミックメディアムック）、1994年10月3日、雑誌 63501-1
- ジャンプ・アニメコミックス ドラゴンボールZ 超戦士撃破!!勝つのはオレだ - 集英社、1994年12月13日、ISBN 4-8342-1313-7

## CD
- ドラゴンボールZ 超戦士撃破!!勝つのはオレだ〜ドラマ編〜

本作の音声を収録したCD。